# Lijst van spelers van Urawa Red Diamonds
Deze lijst omvat voetballers die bij de Japanse voetbalclub Urawa Red Diamonds spelen of gespeeld hebben. De namen van de spelers zijn alfabetisch gerangschikt.

## A
- Toshiyuki Abe
- Yuki Abe
- Adriano
- Takafumi Akahoshi
- Alex
- Tomoyasu Ando
- Jun Aoyama
- Shota Arai
- Hiroki Aratami
- Tetsuya Asano

## B
- Michael Baur
- Aitor Beguiristain
- Uwe Bein
- Basile Boli
- Guido Buchwald

## C
- Ricardo Cavalcante
- Toru Chishima
- Kwi-Jea Cho

## D
- Ranko Despotović
- Donizete Oliveira

## E
- Edmilson
- Edmundo
- Eliézio
- Emerson
- Sergio Escudero

## F
- Mohammed Faisal
- Victor Hugo Ferreyra
- Masahiro Fukuda
- Yasushi Fukunaga

## G
- Kyung-Keun Gwak

## H
- Mizuki Hamada
- Kazuki Hara
- Genki Haraguchi
- Makoto Hasebe
- Masato Hashimoto
- Tomonobu Hayakawa
- Yusuke Hayashi
- Tadaaki Hirakawa
- Satoshi Horinouchi
- Hajime Hosogai

## I
- Toshiya Ishii
- Nao Iwadate

## K
- Yosuke Kashiwagi
- Hiroshi Katayama
- Nobuhiro Kato
- Ryuji Kawai
- Shinya Kawashima
- Junki Koike
- Shuto Kojima
- Tetsushi Kondo
- Shinzo Koroki
- Andrzej Kubica
- Teruaki Kurobe

## L
- Bryan Linssen
- Ľubomír Luhový

## M
- Tomoaki Makino
- Marcio Richardez
- Tomislav Marić
- Mazola
- Miroslav Mentel
- Ryuji Michiki
- Takuya Mikami
- Yuzo Minami
- Katsuyuki Miyazawa
- Takaji Mori
- Kohei Morita
- Ryota Moriwaki

## N
- Yuichiro Nagai
- Mitsuru Nagata
- Takuya Nagata
- Yuya Nakamura
- Yusuke Nakatani
- Daisuke Nasu
- Nenê
- Brian Nielsen
- Alfred Nijhuis
- Joeri Nikiforov
- Yohei Nishibe
- Takuro Nishimura
- Tsutomu Nishino
- Masaya Nishitani
- Yoshiya Nishizawa
- Koji Noda
- Masaya Nozaki

## O
- Takuya Okamoto
- Masayuki Okano
- Shinji Ono
- Koki Otani
- Shunsuke Oyama
- Kazuo Ozaki
- Alpay Özalan

## P
- Željko Petrović
- Fernando Picún
- Robson Ponte
- Popó

## R
- Uwe Rahn
- Marcio Richardez
- Michael Rummenigge

## S
- Tomoyuki Sakai
- Kazuya Sakamoto
- Toyofumi Sakano
- Naoto Sakurai
- Wilfried Sanou
- Kunimitsu Sekiguchi
- Takahito Soma
- Matthew Špiranović
- Keita Suzuki
- Shingo Suzuki

## T
- Yoshinori Taguchi
- Naohiro Takahara
- Shunki Takahashi
- Hiroyuki Takasaki
- Marcus Tulio Tanaka
- Tatsuya Tanaka
- Keisuke Tsuboi
- Hisashi Tsuchida
- Shunsuke Tsutsumi
- Ryota Tsuzuki

## U
- Hideki Uchidate
- Tomoya Ugajin
- Tsukasa Umesaki

## W
- Washington

## Y
- Shinya Yajima
- Naoki Yamada
- Nobuhisa Yamada
- Norihiro Yamagishi
- Koji Yamase
- Takuya Yokoyama

## Z
- Ned Zelic